# 2265 Verbaandert
2265 Verbaandert је астероид главног астероидног појаса са средњом удаљеношћу од Сунца која износи 2,617 астрономских јединица (АЈ).
Апсолутна магнитуда астероида је 13,1.